# 重要性采样
重要性采样（英語：importance sampling）是统计学中估计某一分布性质时使用的一种方法。该方法从与原分布不同的另一个分布中采样，而对原先分布的性质进行估计。重要性采样与计算物理学中的伞形采样相关。

## 原理
假设{\displaystyle X:\Omega \to \mathbb {R} }为概率空间{\displaystyle (\Omega ,{\mathcal {F}},P)}上的一个随机变量。我们想要估计X的期望值，记作E[X;P]。如果根据P随机抽取样本{\displaystyle x_{1},\ldots ,x_{n}}，估计的期望值即
{\displaystyle {\widehat {\mathbf {E} }}_{n}[X;P]={\frac {1}{n}}\sum _{i=1}^{n}x_{i}}
这一估计的精确度取决于X的方差，
{\displaystyle \operatorname {var} [{\widehat {\mathbf {E} }}_{n};P]=\operatorname {var} [X;P]/n}
而重要性采样的基本思想则是从另一个分布中抽取样本，用以降低E[X;P]估计的方差。进行重要性采样时，首先选择一个随机变量{\displaystyle L\geq 0}，使得E[L;P]=1，并满足P上几乎处处{\displaystyle L(\omega )\neq 0}。由此，可以定义新的概率
{\displaystyle \mathbf {E} [X;P]=\mathbf {E} \left[{\frac {X}{L}};P^{(L)}\right].}
于是，我们可以从P(L)上抽样，通过变量X/L估计E[X;P]。如果{\displaystyle \operatorname {var} \left[{\frac {X}{L}};P^{(L)}\right]<\operatorname {var} [X;P]}成立，此时的估计便优于直接在原分布上采样得到的估计。
当X在Ω上不变号时，最优的L为{\displaystyle L^{*}={\frac {X}{\mathbf {E} [X;P]}}\geq 0}。此时X/L*即为要估计的E[X;P]，只需一个样本便可得到该值。然而由于L*与要估计的E[X;P]有关，在实际操作中我们无法取到理论上最优的L*。不过，我们仍可以采用如下方式逼近该理论值：
{\displaystyle {\begin{aligned}\forall a\in \mathbb {R} ,\;P^{(L^{*})}(X\in [a;a+da])&=\int _{\omega \in \{X\in [a;a+da]\}}{\frac {X(\omega )}{E[X;P]}}dP(\omega )\\&={\frac {1}{E[X;P]}}\;a\,P(X\in [a;a+da])\end{aligned}}}
于是，要估计的期望值可改写为：
{\displaystyle E[X;P]=\int _{a=-\infty }^{+\infty }a\,P(X\in [a;a+da])}
注意到，更优（即让估计值方差更小）的P(L)会使得样本分布的频率与其在E[X;P]计算中的权重更加相关。这也是该方法得名“重要性采样”的原因。
重要性采样常用于蒙特卡洛积分。当{\displaystyle P}为均匀分布、{\displaystyle \Omega =\mathbb {R} }时，E[X;P]即为实函数{\displaystyle X:\mathbb {R} \to \mathbb {R} }的积分。